# Paul Holzki
Paul Holzki (* 26. September 1887 in Saadan, Landkreis Ortelsburg, Ostpreußen; † 26. Januar 1960 in Berlin) war ein deutscher Kameramann.

## Leben
Nach einer Ausbildung zum Fotografen übte er zunächst diesen Beruf aus, bevor er 1913 zum Film fand. Er fungierte als Kameraoperateur und war von 1916 bis 1918 Kriegsteilnehmer.
Anschließend stieg er zum Chefkameramann auf. Er drehte vorwiegend Unterhaltungsfilme, darunter auch den Fußballfilm Die elf Teufel. Wiederholt arbeitete er mit Regisseur Friedrich Zelnik zusammen. 1928/29 gehörte er zu den drei Kameraleuten, die für den ersten experimentellen deutschen Tonfilm Melodie der Welt verantwortlich zeichneten, anschließend folgte der erste vollständige Tonfilm Dich hab’ ich geliebt.
Danach wandte sich Holzki ganz dem Dokumentarfilm zu. Bei Leni Riefenstahls Olympia gehörte er zu ihrem großen Team.

## Filmografie
| - 1919: Augen - 1920: Der Todesschacht - 1920: Das Medaillon der Lady Sington - 1920: Maulwürfe - 1920/21: Die Jagd nach dem Tode (4 Teile) - 1921: Der ewige Fluch - 1922: Die Geliebte des Königs - 1922: Das Mädel aus der Hölle - 1922: Die Kreutzersonate - 1922: Die schwarze Paula - 1922: Se. Exzellenz der Revisor - 1922: Yvette, die Modeprinzessin - 1922: Könnyved, der große Unbekannte - 1923: Vineta. Die versunkene Stadt - 1923: Glanz gegen Glück - 1923: Großstadtfieber - 1924: Das Herz der Lilian Thorland - 1924: Rex Mundi - 1925: Freies Volk - 1925: Götz von Berlichingen zubenannt mit der eisernen Hand | - 1925: Die Puppe vom Lunapark - 1925: Goldjunge - 1926: Nana - 1927: Die elf Teufel - 1927: Arme kleine Sif - 1927: Frühere Verhältnisse - 1927: Der Herr der Nacht - 1927: Mädchenhandel – Eine internationale Gefahr - 1927: Der Fahnenträger von Sedan - 1927: Gefährdete Mädchen - 1928: Ein Tag Film - 1928: Die letzte Galavorstellung des Zirkus Wolfsohn - 1928: Einen Jux will er sich machen - 1929: Großstadtkinder — Zwischen Spree und Panke - 1929: Melodie der Welt - 1929: Dich hab’ ich geliebt - 1929: Der Boxstudent - 1930: Mach’ mir die Welt zum Paradies - 1930: Wien, du Stadt der Lieder - 1936/38: Olympia (2 Teile) |